# Dolceta
DOLCETA (Developing On-line Consumer Education Tool for Adults) är ett onlineprojekt, vars uppgift är att utbilda konsumenter på nätet.
Projektet stöds av Europeiska kommissionen och finns i 27 versioner i EU. Dolceta är framtagen i samarbete med de europeiska universitetens fortbildningsnätverk. Tanken med webbplatsen är att den ska underlätta för främst konsumenter när det gäller konsumenträtt och ekonomiska tjänster, men även produktsäkerhet. Dessutom finns det tips för lärare på sidan, så att de kan undervisa sina elever i konsumentfrågor.